# Operace Silica-North
Operace Silica-North byl krycí název pro paradesantní výsadek vyslaný během II. světové války na území Němci obsazené Itálie a organizovaný britskou SOE.  North v názvu znamená, že operační prostor skupiny byl určen na sever od řeky Pád.

## Složení a úkoly
Příslušníky desantu byli mjr. Wittakera (Velká Británie),  kpt. Rudolf Hrubec a radista čet. Bohuslav Nocar. Jejich úkolem bylo získat příslušníky jednotek vládního vojska a slovenských technických jednotek dislokovaných v Itálii pro dezerci a přechod k partyzánským jednotkám nebo československé brigádě.

## Činnost
První pokus o výsadek 8. září 1944 kvůli špatnému počasí nevyšel a pilot se vrátil zpět na základnu v Bari. 11. září, při druhém vzletu se pilot pokusil, navzdory špatnému počasí výsadek provést a letoun narazil na skalní masiv. V troskách zahynuli všichni příslušníci desantu i celá posádka. 